# Suivez cet œuf !
 (juillet 2024).
Suivez cet œuf ! (Follow that Egg ! en version originale) est le dixième épisode de la neuvième saison de la série animée South Park, ainsi que le 135e épisode de l'émission.

## Synopsis
Mme Garrison a encore des sentiments pour M. Esclave, alors elle décide d'aller le voir pour tout lui pardonner. Mais il s'avère que ledit Esclave est en couple avec la plus grande pointure gay de South Park : Al Super Gay. Apprenant leur union future, la prof de CM1 décide d'empêcher la loi sur les mariages homosexuels de passer par tous les moyens. Elle tente de convaincre le gouverneur du Colorado d'apposer son veto à la loi.